# Abdelhak Atek
 (décembre 2018).
Si vous disposez d'ouvrages ou d'articles de référence ou si vous connaissez des sites web de qualité traitant du thème abordé ici, merci de compléter l'article en donnant les références utiles à sa vérifiabilité et en les liant à la section « Notes et références ».
Abdelhak Atek est un footballeur algérien né le 29 avril 1987 à Sidi Bel Abbès. Il évolue au poste de milieu de terrain au GC Mascara.

## Biographie
Il joue 38 matchs en première division algérienne avec le club du MC Saïda.

## Palmarès
- Accession en Ligue 1 en 2010 avec le MC Saïda.
- Accession en Ligue 1 en 2015 avec le RC Relizane.